# Trachypithecus ebenus
Trachypithecus ebenus (Лутунг індокитайський) — вид приматів з роду Trachypithecus родини мавпові. Більше матеріалу необхідно для більш певної класифікації.

## Опис
Має повністю чорну зовнішність, без білого волосся на голові. Це тонкі примати з копицею волосся на голові і дуже довгим хвостом.

## Поширення
Країни проживання: Лаос, В'єтнам. Цей вид, як правило, можна знайти в лісових місцях проживання, пов'язаних з карстовим / вапняковим середовищем. Він досягає близько 1500 м у висоту.

## Стиль життя
Листоїдний, наземних і деревних, денний.

## Загрози та охорона
Основною загрозою для цього виду полювання. Втрата середовища існування також є проблемою в деяких областях. Цей вид внесений в Додаток II СІТЕС. Присутній на деяких природоохоронних територіях.